# Левицкий, Михаил Иванович
Михаил Иванович Левицкий (1761—1831) — генерал от инфантерии, участник Отечественной войны 1812 года, комендант Варшавы.

## Биография
Михаил Иванович Левицкий родился в 1761 году в г. Вильна. Происходил из дворян Могилевской губернии. В военную службу вступил 21 ноября 1781 года подпрапорщиком в Полоцкий пехотный полк, 28 июля 1784 года получил чин прапорщика.
Во время русско-турецкой войны 1787—1792 годов Левицкий сражался с турками на Дунае. В 1788 году отличился при штурме Очакова. В кампании следующего года участвовал в сражении при Каушанах и взятии Аккермана. В 1790 году сражался при Килии, при штурме Измаила получил пулевое ранение в руку. Завершил он своё участие в русско-турецкой войне сражением при Мачине.
В 1792 году Левицкий был переведён в корпус, расположенный в Польше и в том же году сражался с инсургентами. В 1794 году он также сражался в Польше против повстанцев Костюшко, за отличие произведён в премьер-майоры.
12 августа 1798 года подполковник Левицкий был назначен командиром Киевского гренадерского полка, 8 июня 1799 года произведён в полковники. 15 марта 1803 года он был отставлен от должности и 16 мая получил чин генерал-майора и назначен шефом сформированного им Подольского мушкетёрского полка (впоследствии 36-й егерский полк).
В 1805 году Левицкий принимал участие в военных действиях против французов в Австрии, сражался под Шенграбеном, стал для Льва Толстого в Войне и мире прообразом командира пехотного полка, в котором служили капитан Тимохин и разжалованный Долохов. Был тяжело ранен в сражении при Аустерлице.
В 1806—1807 годах он сражался с французами в Восточной Пруссии. 8 апреля 1807 года за Прейсиш-Эйлау был удостоен ордена Св. Георгия 4-й степени (№ 735 по кавалерскому списку Судравского и № 1749 по списку Григоровича — Степанова), за отличие при Гуттштадте орден Святой Анны 2-й степени, а за отличие при Фридланде он получил от прусского короля орден «Pour le Mérite».
С 19 октября 1810 года по март 1812 года Левицкий был командиром 3-й бригады 7-й пехотной дивизии, сдав бригаду генерал-майору А. И. Балла, Левицкий остался в звании шефа 36-го егерского полка. В этом качестве он в 1812 году принял участие в отражении нашествия Наполеона в Россию. Незадолго до Бородинского сражения Левицкий был назначен комендантом Можайска, а при отступлении русской армии к Москве состоял в арьергарде.
При переходе в наступление Левицкий сражался при Малоярославце, Вязьме и Красном. В Заграничной кампании Левицкий состоял при штабе Резервной армии и участвовал во взятии нескольких крепостей у польско-прусской границы. 6 января 1814 года он был назначен комендантом Варшавы и 1 сентября того же года был освобождён от звания шефа 36-го егерского полка. В Варшаве Левицкий находился до осени 1818 года, после чего был назначен состоять по армейской пехоте.
20 сентября 1821 года Левицкий получил чин генерал-лейтенанта и 21 апреля 1829 года был произведён в генералы от инфантерии, в отставку вышел в 1831 году.
Среди прочих наград Левицкий имел ордена Св. Владимира 3-й степени (1812), Св. Станислава 1-й степени (1820) и Св. Анны 1-й степени (4 октября 1816, алмазные знаки — 2 июня 1825), а также золотую шпагу с надписью «За храбрость». 

Могила Левицкога на Ружанских могилках

Скончался около 12 октября 1831 года. Похоронен в г. Слоним Гродненской губернии на старом кладбище по ул. Ружанской. Памятник на могиле установлен в 1832 году.

## Семья
Был женат на Варваре Прокофьевна Пражевской (1786—1837), кавалерственной даме ордена Св. Екатерины меньшого креста (1829). В браке родилось четверо детей:
- Софья (1807—1857) — фрейлина двора, была помощницей попечительницы Пречистенской части Попечитильства о бедных в Москве.
- Елена (1819—1850) — фрейлина двора, жена Скалона Николая Александровича
- Юлия — фрейлина двора, в замужестве Титова
- Николай (? — не ранее 1842), поручик (с 1833)[6].